# Syfy
Syfy je televizijski kanal, dio grupacije NBCUniversal. 
Kanal prikazuje filmove i serije znanstveno-fantastične i horor tematike, kultne ZF klasike te Universalove SG filmove, obuhvativši skoro sve teme tog žanra - svemir i izvanzemaljce, fantasy, bajke i paranormalne aktivnosti.
S emitiranjem je počeo 24. rujna 1992. godine u SAD-u.
U Hrvatskoj se emitira preko B.net-a i Total TV-a, lokaliziran na hrvatski jezik.
U budućnosti se očekuje potpuna promjena vizualnog identiteta i preimenovanje kanala u SyFy Universal.

## Vanjske poveznice
- Službena stranica